# Jeleniów (województwo dolnośląskie)

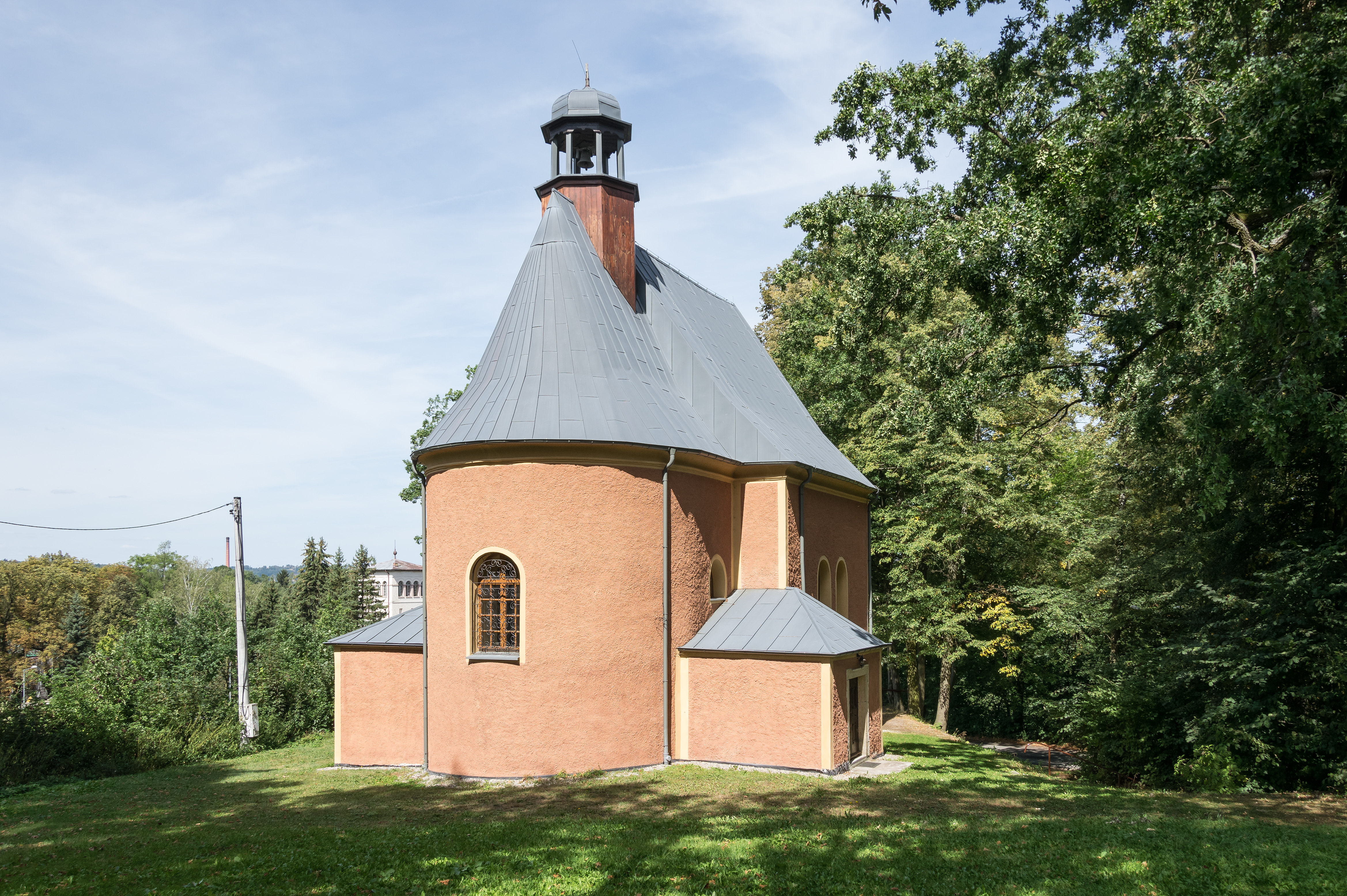
Kościół Trójcy Świętej w Jeleniowie

Jeleniów (niem. Gellenau do 1945) – wieś w Polsce położona w województwie dolnośląskim, w powiecie kłodzkim, w gminie Lewin Kłodzki.

## Położenie
Jeleniów to duża wieś łańcuchowa o długości około 2,5 km, położona w dolinie potoku Klikawa (Bystra), pomiędzy Lewinem Kłodzkim na wschodzie, a Zakrzem na zachodzie, na granicy Wzgórz Lewińskich i Obniżenia Kudowy, na wysokości około 390–430 m n.p.m.

## Podział administracyjny
W latach 1954–1961 wieś należała i była siedzibą władz gromady Jeleniów, po jej zniesieniu w gromadzie Lewin Kłodzki. W latach 1975–1998 miejscowość administracyjnie należała do województwa wałbrzyskiego.

## Historia
Jeleniów w 1350 roku znany było jako Geylnow, jako folwark od 1477 roku należał do państwa homolskiego. Po upadku tego państwa w 1595 roku wieś została sprzedana Dusznikom. Dwa lata później kupił go wolny sołtys Kaspar Alten z okolic Trutnowa. Jeleniów pozostawał w posiadaniu rodziny Altenów do XVIII wieku, następnie należał kolejno do kilku rodów szlacheckich, między innymi von Haugwitzów. Ostatnimi właścicielami miejscowości byli hrabiowie von Mutius.

W 1840 roku w Jeleniowie były: trzy folwarki, dwa młyny wodne, trzy tartaki, gorzelnia, browar i ponad sto chałupniczych warsztatów tkackich. Na początku XIX wieku F.B. von Mutius założył tutaj dużą tkalnię, która pod koniec stulecia zatrudniała około 1000 osób.

Od drugiej połowy XVIII wieku było znane w Jeleniowie źródło wody mineralnej zwane Źródłem Feliksa. Woda wydobywana z odwiertu o głębokości 96 metrów jest butelkowana w miejscowej rozlewni pod nazwą „Staropolanka Zdrój”.  

## Zabytki
Do wojewódzkiego rejestru zabytków wpisane są obiekty:
- Kościół Trójcy Świętej w  Jeleniowie, filialny, barokowy z 1669 r., zrujnowany w 1945 roku, odbudowany w latach 1948–1952 i remontowany w 1978 roku[4]. Jest to niewielka, salowa budowla z wydzielonym, półkoliście zakończonym prezbiterium[4]. Wnętrze jest sklepione kolebką z lunetami[4]. Na dachu znajduje się sygnaturka, a wewnątrz barokowe  wyposażenie, między innymi ołtarz z około 1700 roku[4].
- zespół pałacowy:
  - pałac, wybudowany na początku XVII wieku, przebudowany w 1750 roku i w drugiej połowie XIX wieku,
  - park, powstały po 1850 roku

## Osoby związane z Jeleniowem
- Gerhard von Mutius, urodził się w Jeleniowie, niemiecki filozof, dyplomata, właściciel Jeleniowa, literat, autor opowiadań zawierających motywy kłodzkie[4].
- Piotr Biron, hrabia, zmarł w 1800  w Jeleniowie.